# Onthophagus crotchi
Onthophagus crotchi là một loài bọ cánh cứng trong họ Bọ hung (Scarabaeidae).